# نوحه
نوحه قطعه‌ای ادبی است که به صورت آهنگین اجرا می‌شود و مضمونی غم انگیز و بعضاً حماسی دارد. نوحه خوانی ریشه‌ای به درازای غم‌های تاریخ و زمزمه‌های افراد و به خصوص مادران و بانوان در سوگ عزیزانشان دارد.
در مذهب شیعه، نوحه توسط مداحان و در مراسم مذهبی اهل بیت اجرا می‌شود.